# Mesó theta
El mesó theta (θ) o toponium és una partícula hipotètica de quarkonium (és a dir, un mesó format per un parell de quark i antiquark pesants, formant un estat sense càrrega elèctrica, color, ni sabor) format per un quark t (t) i un antiquark t ({\displaystyle {\bar {t}}}). És un estat imparell en els nombres quàntics de paritat i paritat de càrrega, anàleg als mesons formats per parells de quarks més lleugersː mesó fi (φ o {\displaystyle s{\bar {s}}}), mesó Psió (J/ψ o {\displaystyle c{\bar {c}}}) i mesó ípsilon (ϒ o {\displaystyle b{\bar {b}}}). A causa de la curta vida del quark t, no s'espera que el mesó theta s'observi en la natura.